# Murafa
Die Murafa (ukrainisch und russisch Мура́фа, polnisch Morachwa) ist ein linker Nebenfluss des Dnister in der Ukraine.
Die Murafa entspringt südöstlich von Bar auf der Podolischen Platte.
Sie durchfließt die Oblast Winnyzja in südlicher Richtung und mündet schließlich gegenüber dem moldauischen Flussufer 5 km westlich von Jampil in den Dnister.
Die Murafa hat eine Länge von 163 km. Ihr Einzugsgebiet umfasst 2410 km². Sie wird hauptsächlich von der Schneeschmelze gespeist und führt im Frühjahr Hochwasser. Der mittlere Abfluss 9 km oberhalb der Mündung beträgt 8,5 m³/s. Fünf kleinere Stauseen befinden sich am Flusslauf.
Am Mittellauf wird Fischerei betrieben.